# Église Saint-Ferréol de Lentignac
L'église Saint-Ferréol de Lentignac est une église catholique située au lieu-dit Lentignac, sur le territoire de la commune de Moulinet, dans le département de Lot-et-Garonne, en France.

## Historique
L'église paroissiale a d'abord été connue sous le nom de Sainte-Marie-Madeleine au XIIe siècle. Elle prend ensuite le vocable de Saint-Ferréol. L'église est entourée de son cimetière. 
L’église a une seule nef rectangulaire percée de fenêtres d'origine romane, datant probablement du XIIe siècle ou du début du XIIIe siècle, et remaniées au XVIIe siècle. Le portail occidental est en arc brisé datant du XIVe siècle ou du XVe siècle entre deux contreforts. Il est surmonté d'un clocher-mur à couronnement triangulaire percé de trois baies campanaires. Le portail en tiers-point était précédé d'un porche, construit au XVIIIe siècle, qui a été détruit. 
Le chœur est une abside semi-circulaire voûtée en cul-de-four. Le mur est rythmé par une arcature sur bahut de cinq arcades en plein cintre.
L'église est désaffectée au début de la Révolution et vendue à Guillaume Béchade-Labarthe en 1798. Elle est rendue au culte en 1825 et restitutèé à la communé en 1833. 
L'édifice abandonné au milieu du XXe siècle est en ruine. La toiture est restaurée vers 1997.
L'édifice est inscrit au titre des monuments historiques le 11 septembre 1997,.